# Mondmilch

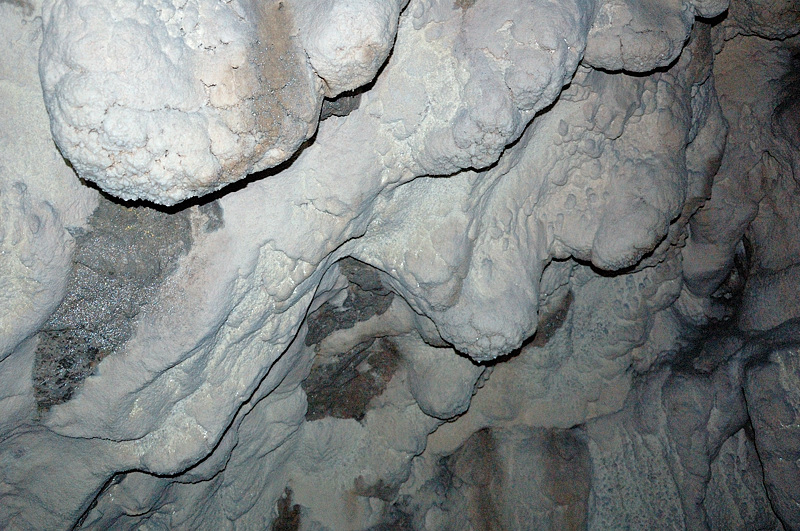
Mondmilch in der Bergmilchkammer, Dürre Wand

Mondmilch (lat. Lac Lunae) ist die Bezeichnung für eine spezielle Art von Calcitablagerung. Der Begriff beruht auf einer historischen Beschreibung der Höhle Mondmilchloch am Pilatus aus dem Jahr 1555. Oft wird im Deutschen auch der Name Bergmilch bzw. Montmilch (Lac Montanum), teilweise auch Nix (vergleiche Nixhöhle) verwendet. Namensgebend ist die Mondmilch auch für die Mondmilchhöhle bei Lenningen-Gutenberg.  
Mondmilch ist meistens rein weiß bis milchig. Im Gegensatz zum harten Sinter oder Tropfstein ist sie weich und porös. In seltenen Fällen gibt es auch Mondmilch in flüssiger Form. So wurde im Baskenland die sensationelle Entdeckung eines Mondmilch-Flusses gemacht. Im Alpstein (Ostschweiz), insbesondere in den Höhlen des Kamors, wurde im 19. Jahrhundert Mondmilch gesammelt und als Heilmittel für Menschen und Vieh benutzt.